# Georg Krajewski
Georg Jerzej Krajewski (* 22. April 1925 in Warschau, Polen; † 18. Dezember 2007 in Rehweiler, Landkreis Kusel, Rheinland-Pfalz) war ein deutscher Maler.

## Leben und Werk
Krajewski absolvierte zunächst ein Studium am Warschauer Konservatorium mit den Schwerpunkten Harmonie- und Kompositionslehre. Er war in Warschau (Polen) als Pianist und Komponist tätig, bevor er sich in den 1950er Jahren für die Malerei als primäres künstlerisches Ausdrucksmittel entschied. 1958 siedelte er in die Bundesrepublik Deutschland über. Ab 1969 war er freiberuflich tätig. Seit 1978 lebte Krajewski in Rehweiler in der Pfalz.
Krajewski war Mitglied im Bundesverband Bildender Künstlerinnen und Künstler (BBK), in der Künstlergilde Esslingen und im Kunstkreis Kusel.
Die Malerei von Krajewski war geprägt durch seine Tätigkeit als Musiker. Seine Bilder, die als Psychogramme von Seelenzuständen zu sehen sind, entwickelte er aus dem Zusammenspiel von Farbklängen. Einerseits konstruierte Krajewski kühl kalkulierte Farbfeldmalereien, andererseits entstanden regelrechte Farborgien, wenn er die Farbe scheinbar ohne Kontrolle über die Leinwand spritzte.
Seine Werke bewegen sich im Spannungsfeld zwischen Konstruktivismus und Abstraktem Expressionismus.

## Einzelausstellungen (Auswahl)
- 1987 Georg Krajewski, Frankfurter Künstlerclub, Frankfurt am Main
- 1993 Expressis Coloris, Schloss Schwetzingen
- 1994 Georg Krajewski, Auswanderer-Museum, Oberalben
- 2005 Georg Krajewski, Stadt- und Heimatmuseum, Kusel